# Manihot mirabilis
Manihot mirabilis är en törelväxtart som beskrevs av Ferdinand Albin Pax. Manihot mirabilis ingår i släktet Manihot och familjen törelväxter. Inga underarter finns listade i Catalogue of Life.